# Bein Sports
Bein Sports (estilizado beIN Sports), es una cadena de televisión de pago, presente en varios países, filial del grupo catarí BeIN Media Group, dedicada a la retransmisión de eventos deportivos. 
beIN Sports es el canal de televisión deportivo dominante en la región de África del Norte y Oriente Medio (MENA por sus siglas en inglés). También opera canales en Francia, Estados Unidos, Canadá, Australia, Nueva Zelanda, Turquía, Hong Kong, Singapur, Brunéi, Malasia, Indonesia, Filipinas y Tailandia.

## Historia
El grupo catarí de televisión Al Jazeera, cuenta desde 2004 a través de sus canales de deportes de Al Jazeera Sports (actualmente beIN Sports MENA), con los derechos de emisión para Oriente Medio y el Norte de África, de los principales eventos deportivos. 
En 2011, la cadena inicia su expansión internacional con su primera incursión en Europa, al hacerse en Francia en junio de 2011, con los derechos de emisión de ocho partidos por jornada de la Ligue 1 y nueve de la Ligue 2 de 2012 a 2016, por 90m€ cada una de las cuatro temporadas. Posteriormente, en diciembre de 2011, se adjudicó los derechos de televisión de pago también para Francia, de la UEFA Champions League y la UEFA Europa League de 2012 a 2015 y de la Eurocopa 2012 y Eurocopa 2016.
Las otras dos regiones de implantación de la cadena, han sido Norteamérica (en EE. UU. comenzó sus emisiones en agosto de 2012 y en Canadá en febrero de 2014) y el Sudeste Asiático (Indonesia, Filipinas, Taiwán, Hong Kong y Tailandia).
El 1 de julio de 2015 entraba en el mercado español como sucesor del extinto canal Gol Televisión, heredando a sus empleados y la mayoría de sus derechos deportivos, aunque no consiguiendo retener la licencia de TDT que el canal de Mediapro ostentaba. De este modo, «beIN Sports España» emite a través de plataformas en línea y proveedores de televisión de pago.

### Versiones internacionales de la cadena
| Cadena                              | Canales                        | Inicio de las emisiones                   | Fin de las emisiones |
| ----------------------------------- | ------------------------------ | ----------------------------------------- | -------------------- |
| Al Jazeera Sports* beIN Sports MENA | 18> 6 HD/12 SD 25> 15 HD/10 SD | 1 de noviembre de 2003 1 de enero de 2014 |                      |
| Bein Sports (Francia)               | 20> 10 HD/10 SD                | 1 de junio de 2012                        |                      |
| beIN Sports USA beIN-Sports Ñ       | 4> 2 HD/2 SD                   | 15 de agosto de 2012                      |                      |
| beIN Sports Indonesia               | 6> 3 HD/3 SD                   | 1 de julio de 2013                        |                      |
| beIN Sports Filipinas               | 4> 2 HD/2 SD                   | 15 de octubre de 2013                     |                      |
| beIN Sports Hong Kong               | 2> 1 HD/1 SD                   | 1 de noviembre de 2013                    |                      |
| BeIN Sports (Canadá)                | 2> 1 HD/1 SD                   | 1 de febrero de 2014                      |                      |
| beIN Sports Tailandia               | 4> 2 HD/2 SD                   | 1 de febrero de 2014                      |                      |
| beIN Sports España Bein LaLiga      | 10> 9 HD/9 SD y 1-UHD          | 1 de julio de 2015 1 de julio de 2016     | 9 de agosto de 2018  |
| beIN Sports Turquía                 | 15> 7 HD/7 SD y 1-UHD          | 4 de septiembre de 2000                   |                      |

- (*) Al Jazeera Sports cuyo ámbito de emisión es Magreb y Oriente Medio, cambió su denominación por la global beIN Sports, el 1 de enero de 2014.

## beIN Sports MENA
«beIN Sports MENA» (en árabe: الرياضة العرب), cuya demarcación es el Norte de África y Oriente Medio (MENA), es la cadena pionera de la división de deportes del grupo multimedia catarí Al Jazeera. Inició transmisiones el 1 de noviembre de 2003, con el nombre «Al Jazeera Sport», convirtiéndose rápidamente en la cadena de deportes más popular del mundo árabe. Los dos primeros grandes eventos deportivos que cubrió, fueron la Eurocopa 2004 y los Juegos Olímpicos de Atenas 2004. El 1 de enero de 2014, la cadena fue renombrada con el nombre global del grupo «beIN Sports», y amplió su oferta de canales HD a 16, disponibles en cuatro idiomas: árabe, español, francés e inglés.
Cuenta con la mayoría de los principales eventos deportivos mundiales. En fútbol a nivel de clubes, destacan los derechos de las tres máximas competiciones continentales de clubes de Europa y Sudamérica y de cuatro de los cinco grandes campeonatos europeos. A nivel de selecciones, cuenta con los derechos de la Eurocopa, Copa América, Copa Oro y Copa del Mundo.

### Derechos de emisión de fútbol
| Ligas nacionales - LaLiga Santander - Premier League - Bundesliga - Ligue 1 | Copas nacionales - Copa del Rey - FA Cup - Coupe de France |

| Competiciones internacionales de clubes - UEFA Champions League - UEFA Europa League - UEFA Europa Conference League - Supercopa de Europa - Copa Libertadores de América - Copa Sudamericana - Recopa Sudamericana | Competiciones internacionales de selecciones - Copa Mundial de Fútbol - Copa FIFA Confederaciones - Eurocopa - Copa América - Copa Africana de Naciones - Copa Asiática |

### Derechos de emisión deportivos
| Baloncesto - Euroliga - Eurocopa - NBA - ACB Automovilismo - WRC Ciclismo - Giro de Italia - Tour de Francia - Vuelta a España - UCI WorldTour - Mundiales de Ciclismo en Ruta Balonmano - EHF Champions League (masculina) - EHF Champions League (femenina) - Copa EHF | Tenis - ATP World Tour Masters 1000 - WTA Tour - Grand Slams - Copa Davis y Copa Federación Motociclismo - MotoGP - SBK Rugby - European Champions Cup - European Challenge Cup - Premiership Rugby - Top 14 - VI Naciones Grandes ligas norteamericanas - NFL - MLB - NHL |

## beIN Sports Estados Unidos

Logo de beIN en español para EE. UU.

La cadena beIN Sports comenzó a emitir en Estados Unidos el 15 de agosto de 2012, a través de sus dos canales: "beIN Sports" (en inglés) y "beIN-ñ Sports" (en español). beIN Sports está disponible en las dos principales plataformas de televisión por satélite de EE. UU. como DirecTV y Dish Network y la de cable Verizon FiOS.
La cadena tiene fijado como objetivo, hacerse con los derechos de las principales competiciones futbolísticas a nivel mundial; durante años transmitió en exclusiva LaLiga y la Copa del Rey.
| Fútbol 2022/23 - Ligue 1 - North American Soccer League - Jupiler Pro League - Super Liga Suiza - Brasileirão Serie B / Copa de Brasil - Serie A de Ecuador - North American Soccer League (Sólo los partidos que Miami FC juegue como local) - K League Classic - Copa América Otros deportes - : ATP Tour, WTA Tour - : Seis Naciones - : EHF Champions League - : UCI Pro Tour - : Liga Nacional de Futsal - Campeonato Mundial de Superbikes - Campeonato Mundial de Motocross | El canal en español de EE. UU. beIN-ñ, cuenta con los siguientes comentaristas: \| - Diego Pessolano - Pablo Mariño - Juan Fernando Mora - José Bauz - Andrés Cordero - Jaime Fernando Macías \| - Ana Cobos - Fernando Cevallos - Miguel Serrano - Carmen Boquín - Alejandro Figueredo - Andrés Bermúdez \| |
| - Diego Pessolano - Pablo Mariño - Juan Fernando Mora - José Bauz - Andrés Cordero - Jaime Fernando Macías | - Ana Cobos - Fernando Cevallos - Miguel Serrano - Carmen Boquín - Alejandro Figueredo - Andrés Bermúdez |

## beIN Sports España
El 1 de julio de 2015, tras el cese de emisiones del canal prémium Gol Televisión, Mediapro y Al Jazeera llevaron la cadena «beIN Sports España» al país. El 9 de agosto de 2018, su canal de competiciones futbolísticas internacionales cesó sus emisiones, tras vender sus derechos a Movistar+, manteniendo la emisión en su segundo canal beIN LaLiga, de La Liga y La Copa.

### Derechos de emisión hasta su cierre
| Ligas nacionales - Primera División (8/10 partidos por jornada) | Copas nacionales - Copa del Rey (Excepto final y semifinales) |

### Periodistas
El canal beIN Sports de España, contaba con los siguientes comentaristas:
| - Jorge Valdano - Andoni Zubizarreta - Raúl González Blanco - Patrick Kluivert - Michael Laudrup - Áxel Torres - José Sanchís - Ricardo Rosety - Ismael Medina - Xabier Mendía - Clara Piera - Almudena Santana - Santiago Segurola | - Alberto Edjogo-Owono - Danae Boronat - Rodrigo González Fáez - Lluís Izquierdo - Miguel Ángel Román - Felipe del Campo - Gemma Soler - Cristina Bea - Antonio Callejón - David Moldes - Inma Rodríguez - Natalia Torrente - Celia Zurdo |

## beIN Sports Francia
La cadena beIN Sports comenzó a emitir en Francia el 1 de junio de 2012, a través del canal "beIN Sports 1", con la retransmisión de la Eurocopa 2012. El segundo canal "beIN Sports 2", comenzó a emitir el 27 de julio, antes del comienzo de la temporada 2012/13 de la Ligue 1 y la Ligue 2. El paquete "beIN Sports MAX", destinado a las retransmisiones en directo de varios partidos o eventos al mismo tiempo, está operativo desde el 10 de agosto y consta de hasta 8 canales.

### Derechos de emisión
| Ligas nacionales - Ligue 2 (2/10 partidos por jornada) - LaLiga Santander - Serie A - Bundesliga - Primeira Liga - Football League Championship - Primera División de Argentina | Copas nacionales - Copa del Rey - Copa Italia - FA Cup / Copa de la Liga / FA Community Shield - Copa de Alemania / Supercopa de Alemania - Trophée des Champions - Copa Argentina |

| Competiciones internacionales de clubes - UEFA Champions League - UEFA Europa League - Supercopa de Europa - Copa Libertadores de América - Copa Sudamericana - Recopa Sudamericana | Competiciones internacionales de selecciones - Copa del Mundo 2018 - Copa América 2019 - Eurocopa - Copa de Oro de la Concacaf 2017 |